# 阿里·沙德马尼
阿里·沙德马尼（波斯語：علی_شادمانی，？—2025年6月17日），伊朗伊斯兰革命卫队少将，2025年6月13日，以色列在空袭中击毙伊朗革命卫队副总司令、眾先知的封印中央總部司令吴拉姆·阿里·拉希德，沙德马尼接任眾先知的封印中央總部司令。6月17日接任仅4天后，以色列宣称在对德黑兰的一次空袭中击毙沙德马尼。